# Крейзинг полимеров
Крейзинг полимеров (англ. crazing in polymers — от craze — «трещина») — процесс образования упорядоченных фибриллярно-пористых структур при ориентационной вытяжке аморфных полимеров в адсорбционно-активных жидких средах.

## Описание

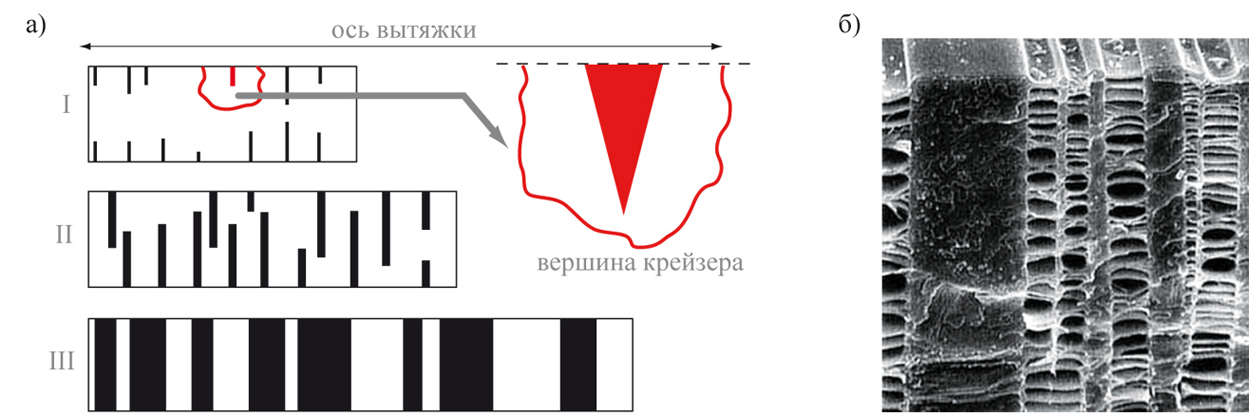
а — Схематическое изображение отдельных стадий крейзинга полимера: I — инициирование крейзов, II — рост крейзов, III — уширение крейзов.
б — Электронная микрофотография образца полиэтилентерефталата, деформированного в н-пропаноле (×1000).

Крейзинг полимеров является относительно новым, эффективным и высокотехнологичным подходом к созданию нанокомпозитных полимерных материалов и введению различного рода целевых добавок в полимерные плёнки и волокна. Данная технология основана на создании пористой наноструктуры в объёме полимера, в которую при определённых условиях деформации (уровень напряжения, природа среды в которой происходит деформация, температура, скорость вытяжки и др.) возможно введение различных добавок, придающих волокну или плёнке новые полезные свойства: негорючесть, бактерицидность и др.
При растяжении полимера в адсорбционно-активных жидких средах (ААС), в отличие от его деформации на воздухе, самопроизвольно возникает и развивается система пор нанометрового размера, пронизывающих весь объём деформируемого полимера и непрерывно заполняемых окружающей жидкостью. На первой стадии растяжения полимера (до предела текучести) на его поверхности зарождается определённое количество крейзов, которые растут в направлении, перпендикулярном оси растяжения, сохраняя практически постоянную ширину (сотни нанометров). Этот процесс продолжается до тех пор, пока растущие крейзы не пересекут поперечное сечение образца, после чего начинается уширение крейзов в направлении оси растяжения с превращением полимера в высокоупорядоченное фибрилизованное состояние. Когда значительная часть полимера переходит в ориентированное высокодисперсное состояние, начинается коллапс сформировавшейся пористой структуры с заметным уменьшением поперечного сечения деформируемого полимера, снижением его пористости, среднего размера пор и удельной поверхности. При коллапсе происходит частичный механический захват жидкости, заполнившей нанопоры. Если в качестве такой жидкости используется раствор модификатора в ААС, то при коллапсе структуры происходит выделение жидкости в окружающее пространство и механический захват растворенного модификатора в виде наноразмерного включения.
С помощью крейзинга можно в непрерывном режиме придавать полимерным плёнкам и волокнам поперечный рельеф, который принципиально невозможно создать при традиционном методе изготовления синтетических волокон (традиционным методом можно создать только продольный рельеф). Полимерные волокна с поперечным рельефом имитируют природные шерстяные волокна.
Кроме того, другим перспективным направлением использования технологии крейзинга является формирование поверхностного микро- и нанорельефа в полимерных плёнках и волокнах в непрерывном режиме для улучшения их оптических характеристик.